# Manganese Bronze
Manganese Bronze – spółka holdingowa LTI Limited działająca w latach 1899–2013. Spółka produkowała między innymi śruby okrętowe oraz taksówki dla Londynu.

## Historia
Firma Manganese Bronze and Brass Co została założona w 1881, zarejestrowana w 1882 i pierwotnie produkowała śruby napędowe do statków w fabrykach w Londynie. Na początku lat 60. XX w. skróciła swoją nazwę do Manganese Bronze i stała się ważnym posiadaczem brytyjskich marek motocyklowych po zakupie Associated Motor Cycles Ltd, właściciela marek motocykli Norton, AJS i Matchless w 1964. Firma przejęła spółkę zależną Carbodies w 1973 (od 1989 jako London Taxis International (LTI)) , która zajmowała się projektowaniem, rozwojem i produkcją taksówek. Sprzedaż części stanu posiadania firmy w 2003 spowodowało, że LTI pozostał jedynym oddziałem produkcyjnym.
W 2013 z powodu braku zysków od 2007 chiński producent samochodów Geely kupił LTI żeby kontynuować produkcję taksówek w Coventry. Nowa spółka holdingowa została nazwana The London Taxi Company, która  została przemianowana na London EV Company w 2017 i jest w całości własnością Geely produkującą samochodowe pojazdy elektryczne. Firma jest odpowiedzialna za elektryczną konwersję słynnych londyńskich czarnych taksówek.